# Santé d'Adolf Hitler

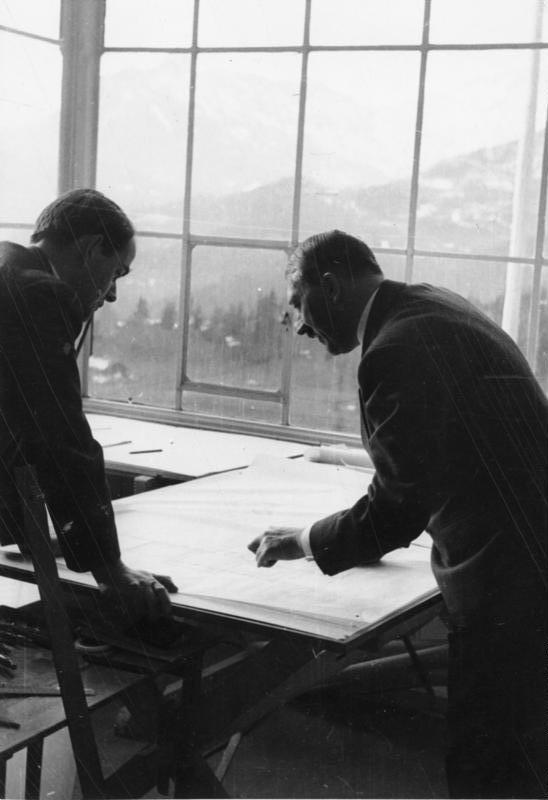
Adolf Hitler et Albert Speer à l'Obersalzberg.

La santé d'Adolf Hitler a longtemps été sujette à débat. Ses états physique et mental ont tous deux fait l'objet d’examens minutieux.

## Syphilis
Les tremblements d'Adolf Hitler et son rythme cardiaque irrégulier au cours des dernières années de son existence pourraient avoir été des symptômes de la neurosyphilis (un stade avancé de la syphilis), ce qui signifierait qu'il souffrait de cette infection depuis de nombreuses années. Theodor Morell, le médecin personnel du Führer, a diagnostiqué les symptômes en tant que tels fin 1942 dans un rapport transmis à Heinrich Himmler. Quelques historiens ont cité les préoccupations de Hitler quant à la syphilis à travers les 14 pages de Mein Kampf où il qualifie notamment ce mal de « maladie juive », montrant les idées qu’il pouvait avoir lui-même sur la maladie. Il aurait été diagnostiqué syphilitique en 1908, ce qui aurait influencé son comportement agressif et sa conviction qu’il devait ce mal aux Juifs. Dans plusieurs chapitres de Mein Kampf, il écrit au sujet de la prostitution et de son rôle dans la propagation de la syphilis, spécifiquement dans le dixième chapitre du premier tome intitulé « Causes de l'effondrement ». Les historiens pensent qu'il pourrait avoir attrapé la maladie d'une prostituée allemande, à une époque où la maladie n'était pas encore traitable, faute d’antibiotiques, ce qui pourrait également expliquer son dégoût des relations sexuelles normales avec des femmes. Dès 1910 cependant, la maladie pouvait être stoppée grâce à l’arsphénamine, expérimentée par le bactériologiste allemand Paul Ehrlich.
Il n'existe aucune photographie de Hitler révélant une partie nue de son corps. Il n’est jamais apparu torse nu. L'auteure Deborah Hayden a abondamment écrit sur Hitler et la syphilis,.
Dès les années 1870, il devient courant dans les mouvements volkish d’associer les Juifs à la syphilis. L'historien Robert Waite prétend que le cas d’Hitler s'est révélé négatif en 1939 sur le test de Wassermann, résultat pouvant être contesté car le test était fréquemment sujet à l’erreur. Indépendamment de savoir s'il était réellement atteint de la maladie ou non, Hitler a vécu dans la crainte permanente de tomber malade, ce qui a motivé sa dépendance à de nombreux traitements et ce sans forcément connaître l’avis des médecins.
Dans sa biographie consacrée au docteur Felix Kersten intitulée Les mains du miracle, Joseph Kessel, journaliste et membre de l'Académie française, écrit que le 12 décembre 1942, Kersten avait entendu parler de l'état de santé d'Hitler. Interrogé par son patient, Himmler, pour savoir s'il était en mesure « d’aider un homme souffrant de sévères maux de tête, de vertiges et d'insomnie », Kersten avait reçu un rapport hautement confidentiel de 26 pages. Il détaillait la façon dont Hitler avait pu contracter la syphilis durant sa jeunesse et être traité pour cela dans un hôpital à Pasewalk en Allemagne. Cependant, en 1937, les symptômes étaient réapparus, montrant que la maladie était toujours active et, à partir de 1942, il était apparu des signes évidents de "paralysie syphilitique progressive" sur le Führer. Himmler informa Kersten que Morell (qui se prétendait spécialiste de la vénérologie) était responsable du traitement de Hitler et qu’il s’agissait d’un secret d’État. Kessel raconte également la façon dont Kersten a appris du secrétaire de Himmler, Rudolf Brandt, qu'à cette époque, probablement les seules autres personnes à avoir eu connaissance du rapport étaient le président du parti nazi Martin Bormann et Hermann Göring, le chef de la Luftwaffe.

## Cryptorchidie présumée
Il a été largement prétendu que Hitler souffrait de monorchidie, à savoir le fait de ne posséder qu’un seul testicule. L'un des médecins personnels d'Hitler, Johan Jambor, aurait décrit l'état du dictateur à un prêtre qui, plus tard, écrivit ce qui lui aurait été dit par le docteur. Le document a été découvert récemment, 23 ans après le décès du religieux.
Le médecin soviétique Lev Bezymensky, prétendument impliqué dans l'autopsie du corps de Hitler, a déclaré dans un livre en 1967 que le testicule gauche de Hitler était manquant. Bezymensky a admis plus tard avoir menti. Hitler a été examiné par un grand nombre de médecins au cours de son existence et jamais aucune anomalie de cette sorte ne fut relevée excepté par le professeur Peter Fleischmann qui, dans un rapport de 1923, juste après le putsch manqué de Munich, note une « cryptorchidie droite ».

## Maladie de Parkinson
On a avancé que Hitler souffrait de la maladie de Parkinson,,. Les images diffusées par les actualités durant la guerre relèvent les tremblements de sa main gauche et sa démarche traînante (également associée à la syphilis tertiaire, voir ci-dessus). De tels symptômes avaient déjà été relevés avant le conflit. Ils n'ont cessé d’empirer jusqu’à la mort de Hitler en avril 1945. Morell a traité Hitler avec un grand nombre de médicaments, le plus souvent à base de drogues, qu’il a utilisées jusqu’en 1945. Sa fiabilité en tant que médecin fut remise en cause par les historiens et la plupart de ses diagnostics s’avérèrent erronés[réf. nécessaire].

## Autres maladies
À partir des années 1930, Hitler a souffert de violentes crampes à l’estomac. En 1936, un polype non cancéreux fut retiré de sa gorge. Il souffrait également d’eczéma sur les jambes. Ses tympans ont été crevés à la suite de l'explosion de la bombe du complot du 20 juillet 1944, et 200 fragments de celle-ci ont dû être extraits de ses jambes. Nombre de médecins rejettent les rumeurs selon lesquelles Hitler était hypocondriaque, soulignant le déclin apparemment drastique de la santé de Hitler alors que l'Allemagne commençait à perdre la Seconde Guerre mondiale[réf. nécessaire]. Au niveau de la vue, Hitler souffrait vraisemblablement d'hypermétropie, il devait ainsi porter des lunettes à son bureau même si, pour des questions d'image, presque aucune photo de lui portant des lunettes n'a été prise.

## Santé mentale
Aussi débattus que puissent être les problèmes médicaux physiques de Hitler, sa santé mentale fut elle aussi sujette à un nombre incalculable de théories et de spéculations. Ce sujet est controversé, beaucoup pensant qu’une maladie mentale aurait pu motiver les décisions de Hitler.
Waite, qui s’est abondamment intéressé à la psychologie de Hitler, a conclu que celui-ci pouvait souffrir d’un trouble de la personnalité qui manifestait ses symptômes de nombreuses façons et impliquerait qu'Hitler fut en plein contrôle de son comportement et de ses actions. D'autres ont émis l’hypothèse que Hitler ait souffert de schizophrénie, base des affirmations selon lesquelles il aurait été la victime d’hallucinations et de délires durant les derniers mois de son existence. Beaucoup de gens croient également qu'Hitler souffrait de troubles mentaux et n'était donc ni exclusivement schizophrène ou bipolaire, mais répondait plutôt aux critères des deux troubles, et était donc probablement schizo-affectif. Si ces affirmations sont vraies, elles pourraient s'expliquer par une série de psychoses réactives brèves et une personnalité narcissique qui ne pouvait pas résister à la réalité (Hitler n’aurait ainsi pas supporté l’effondrement de son régime en 1945 alors qu’il se considérait comme un « surhomme », le fruit d’une quelconque Providence). En outre, sa consommation régulière de méthamphétamines et ses insomnies chroniques dans la dernière période de sa vie doivent être prises en compte dans toute spéculation quant à la cause de ses éventuels symptômes psychotiques, car ces deux activités sont connues pour déclencher des réactions psychotiques dans certains cas. Hitler n'a jamais consulté de psychiatre et, de ce fait, tout diagnostic relève de la spéculation.

## Usage de drogues
Hitler était dépendant de près de 90 médicaments différents durant la guerre, tous prescrits par son médecin Theodor Morell. Il prenait de nombreuses pilules chaque jour pour des problèmes d'estomac chroniques et d'autres maux. Il consommait régulièrement de la méthamphétamine, des barbituriques, des opiacés, de la cocaïne ainsi que du bromure de potassium et de l'atropa belladonna (cette dernière sous la forme d'Antigaspill par le docteur Koster).

## Critiques relatives à la santé de Hitler
Dans un article paru en 1980, l'historien allemand Hans-Ulrich Wehler rejette fortement toutes les théories qui cherchent à attribuer l'ascension et la politique de l'Allemagne nazie à certains défauts, médicaux ou autres, de Hitler. Selon Wehler, outre le fait que de telles théories sur la condition médicale d'Hitler soient extrêmement difficiles à prouver, le problème était qu'elles avaient pour effet de personnaliser les phénomènes de l'Allemagne nazie en attribuant plus ou moins tout ce qui se passait dans le Troisième Reich à la seule santé de Hitler :

« Est-ce que notre compréhension du nazisme dépend vraiment de savoir si Hitler n'avait qu'un seul testicule ? ... Peut-être que le Führer en avait trois, ce qui rendait les choses difficiles pour lui.  Même si Hitler était masochiste, quel intérêt scientifique cela fait-il ? ... La « Solution finale de la question juive » devient-elle ainsi plus facilement compréhensible ou la « route tordue d'Auschwitz » devient-elle la voie à sens unique d'un psychopathe au pouvoir ? »

Faisant écho au point de vue de Wehler, l'historien britannique Ian Kershaw affirme qu'il vaut mieux adopter une vision plus large de l'histoire allemande en cherchant à examiner quelles forces sociales menèrent au Troisième Reich et à sa politique, par opposition aux explications «personnalisées» de l'Holocauste et la Seconde Guerre mondiale.
Dans son livre Explaining Hitler : La recherche des origines de son mal (1998), le journaliste américain Ron Rosenbaum a ironiquement fait remarquer que les théories concernant l'état mental et l'activité sexuelle d'Hitler éclairaient davantage les théoriciens que Hitler.